# Bromus laagei
Bromus laagei är en gräsart som beskrevs av Cugnac och Aimée Antoinette Camus. Bromus laagei ingår i släktet lostor, och familjen gräs. Inga underarter finns listade i Catalogue of Life.